# ЛАРП
ЛАРП (от английското LARP – „Live Action Role Playing“) е форма на ролева игра, свързана с настолните ролеви игри, но подобна повече на импровизиран театър. На български са наричани и „ролеви игри на живо“, тъй като за разлика от настолните такива, при ЛАРП играта се разиграва не „на думи“, във въображението на играчите, а на живо – от тях се изисква да отиграват своите персонажи.

## История
Според практикуващите го, ЛАРП се играе от столетия. В подкрепа на това те изтъкват, че играта на стражари и апаши, други подобни детски и военни игри по същество представляват ролеви игри на живо. Играта получава по-сериозен тласък като културно явление през 1970-те и 1980-те години с развитието на определени литературни жанрове (фантастика и фентъзи), а също така и на настолните ролеви игри, както и с разпространяването на постмодерните идеи за интерактивност.
Днес ЛАРП е популярна игра в цяла Европа, САЩ и Русия и се организира както от любителски клубове и сдружения с нестопанска цел, така и от търговски структури, занимаващи се с производство на ЛАРП-екипировка, бизнес туризъм и др.

## Описание
ЛАРП-игрите протичат в предварително определен контекст – играчите са се разбрали за „света“ в който ще се изиграе играта. Това най-често е имагинерен или измислен свят, вдъхновен или наподобяващ световете от книгите на писатели като Дж. Р. Р. Толкин, но също така може да бъде футуристичен или съвременен. Освен фентъзи, ларповете могат да бъдат научнофантастични, исторически (без да са точни възстановки), военни, шпионски и др.
ЛАРП-игрите могат да бъдат с ролева насоченост или със състезателен фокус. В първия случай се отделя повече внимание на качеството на изиграване на ролите и се развиват по-сложни сюжети. Във втория те повече наподобяват военни игри или, според изказването на практикуващите го, „средновековен пейнтбол“.
В зависимост от тематиката на играта, тя се провежда на място, което в най-голяма степен удовлетворява контекста на света и да насърчава и подпомага играчите да импровизират адекватно. Най-често това е място сред природата (гори, поляни) – това е характерно за фентъзи ларповете. Но ако конкретната игра е в съвременен контекст, тя може да се проведе и на изоставена строителна площадка или дори в града, като задачата е с повишена трудност, защото участниците трябва да се съобразяват и с реакцията на цивилните минувачи на техните привидно странни действия.
Със своите особености ЛАРП-игрите подпомагат уменията за разбиране на други хора и други действителности, развиват фантазията, насърчават интереса към литературата, историята и антропологията, както и любовта към природата, подтикват към физическа активност. Според практикуващите ги, ЛАРП-игрите възпитават в привързаност към принципи и ценности като чест и дълг, защото дори за героите, които се възприемат „отрицателни“ се открива, че много често в действителност са ръководят от принципи, от които се ръководят и „положителните“ герои – сред които верността, смелостта, приятелството и дори любовта – откритие, което учи и на толерантност.

### Особености
За разлика от настолните ролеви игри, при ЛАРП:
- играчите не са седнали около маса, а играят на терен съобразен с нуждите на играта (крайградска местност, гора, или др.);
- Очаква се играчите да се предрешат възможно най-точно като своите персонажи (всеки според възможностите си);
- използват се фалшиви (безопасни) оръжия – мечове от латекс и лята пяна и др.;
- изходът от битките се решава не чрез абстрактна система от правила, а в „истински“ схватки, и зависи от реалните качества на играчите (физическа подготовка и бойни умения);

За разлика от театъра, при ЛАРП:
- игрите не са „представления за пред публика“, целта е да се забавляват самите играчи;
- обикновено не съществува предварително изготвен сценарий, който стриктно трябва да се спазва – ЛАРП не е театрално представление, разчита се на импровизацията на играчите, въпреки че обикновено съществува някакъв груб сценарий на „приключението“;
- присъстват силно изразен състезателен елемент – все пак това е игра.

## В България
В България ЛАРП се играе организирано от 2004 г., въпреки че практикуването на ролеви игри датира от по-отдавна. Зад популяризирането на играта в страната стоят няколко почитателски клуба от областта на литературната фантастика, музиката, историята и др., сред които Българската Бард Гилдия, Българското Толкин общество, Прабългарската школа „Багатур“, бургаският Клуб Валарома, варненският клуб „Землемория“ и др.
Към 2020 г. Българската ЛАРП общност наброява няколкостотин играчи от цялата страна, с групи във всички по-големи градове. Поддържат се активни връзки с общностите в другите балкански страни, които са превърнали България в регионален ЛАРП център.
Сред най-големите игри в страната са:
- The Fog LARP - ежегодна фентъзи поредица с над 300 участници от целия Балкански полуостров
- Stalker LARP Bulgaria - пост-апокалиптична игра, вдъхновена от видео играта S.T.A.L.K.E.R. и повестта на братя Стругацки „Пикник край пътя“.